# Edwin Long
Edwin Longsden Long RA (Bath, 12 de julho de 1829 - Hampstead, 15 de maio de 1891) foi um pintor britânico de gênero, história, bíblica e de retratos. 

## Vida e obra

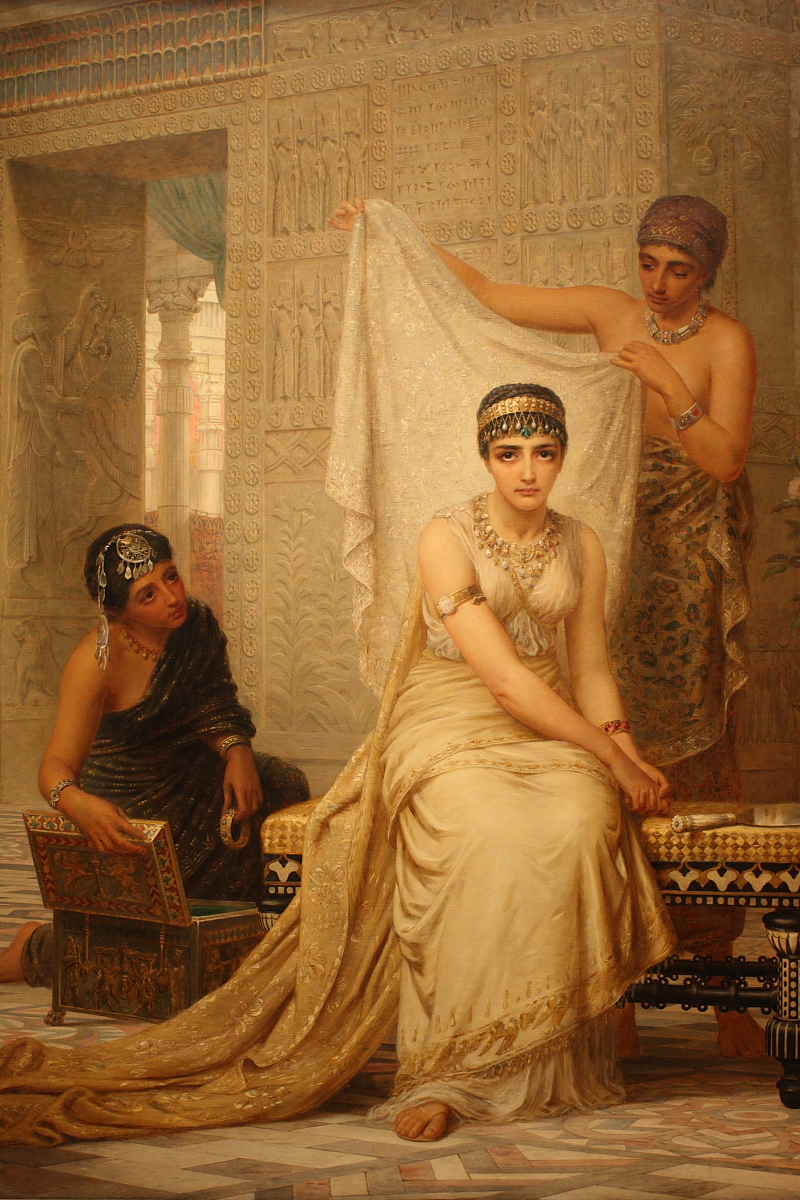
Rainha Ester (1878)

Long nasceu em Bath, Somerset, filho de James Long, cabeleireiro (de Kelston em Somerset), e foi educado na Escola Dr. Viner em Bath. Adotando a profissão de pintor, Long veio a Londres e estudou no Museu Britânico. Posteriormente, ele foi aluno da escola de James Mathews Leigh, na Newman Street de Londres, e praticou primeiro como retratista pintando Charles Greville, Lord Ebury e outros. 
Long conheceu John Phillip e o acompanhou até a Espanha, onde passaram muito tempo. Long foi grandemente influenciado pelas pinturas de Velasquez e outros mestres espanhóis, e suas pinturas anteriores, como La Posada (1864) e Lazarilla e o mendigo cego (1870), foram pintadas sob influência espanhola. Suas primeiras obras importantes foram Os Suplentes (1872) e O mercado de casamento da Babilônia (ambos adquiridos posteriormente por Thomas Holloway). Em 1874, ele visitou o Egito e a Síria e, posteriormente, seu trabalho tomou uma nova direção. Ele ficou completamente imbuído da arqueologia do Oriente Médio e pintou cenas orientais, incluindo A Festa Egípcia (1877), Os Deuses e seus criadores (1878). 
Long foi eleito associado da Royal Academy em 1870 e acadêmico (RA) em 1881. Suas fotos sempre atraíam atenção e sua Diana ou Cristo? (1881) melhorou bastante sua reputação na época. Suas pinturas combinavam com o gosto e atraíam o sentimento religioso de grande parte do público, e sua popularidade foi aumentada por uma ampla circulação de gravuras. Consequentemente, ele decidiu exibir suas próximas fotos em uma galeria separada em Bond Street, Londres e lá em 1883, e nos anos seguintes, seu Anno Domini e Zeuxis em Crotona tiveram grande sucesso comercial. 

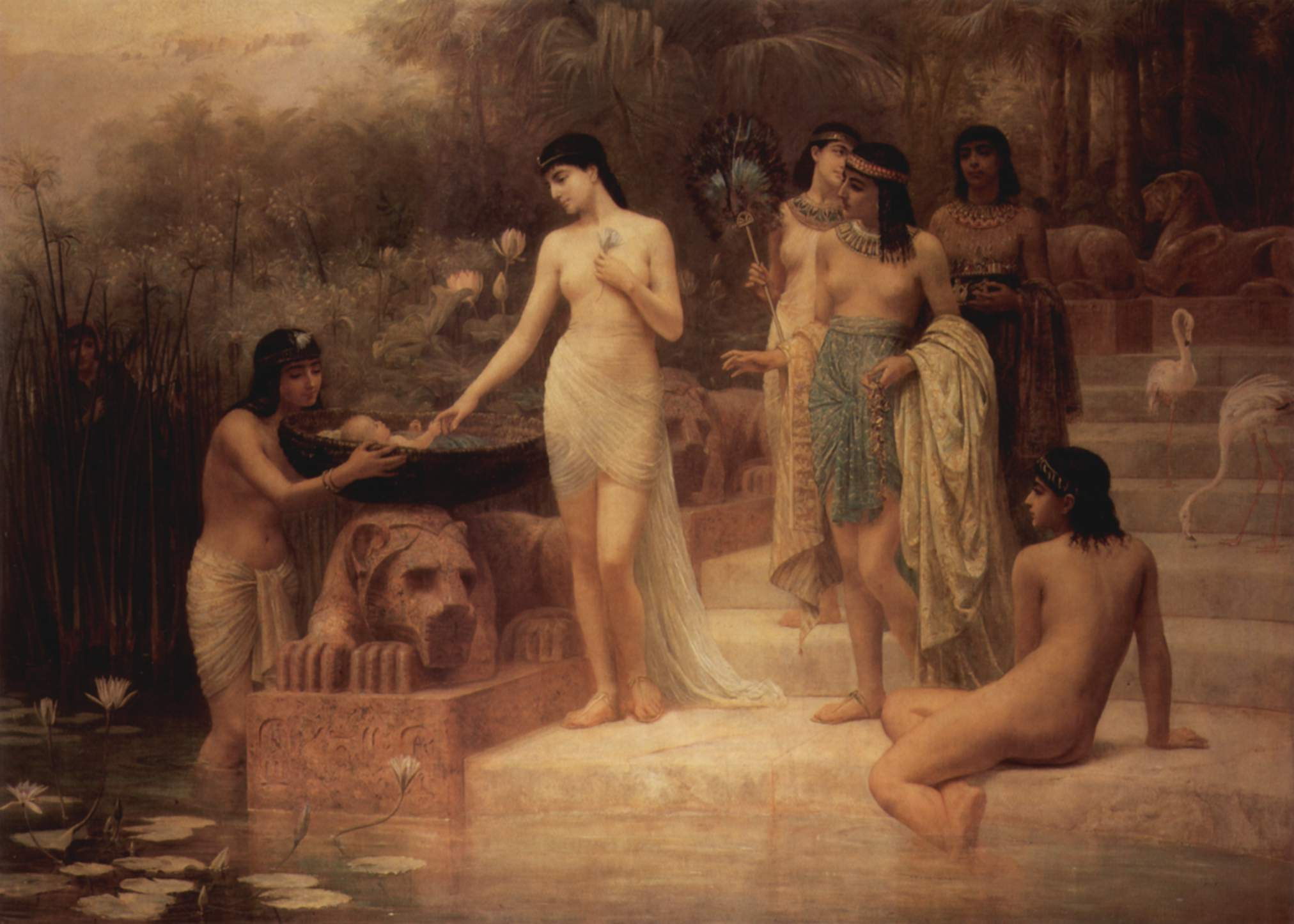
O Achado de Moisés (1886)

Long morreu de pneumonia resultante da pandemia de gripe de 1889-1890 ("gripe russa"), em sua casa, "Kelston", em Netherhall Gardens, Hampstead, em 15 de maio de 1891, em seu sexagésimo segundo ano. Ele foi enterrado no cemitério de West Hampstead. O testamento assinado por ele no dia de sua morte foi objeto de uma ação judicial da qual seus parentes eram partes, mas o assunto em disputa foi resolvido de forma amigável.
Long se casou com uma filha do Dr. William Aiton, de quem deixou uma família, da qual um filho, Maurice Long, foi morto em um acidente ferroviário em Burgos, na Espanha, em 23 de setembro de 1891. 
Além da Galeria Edwin Long, em Old Bond Street, várias de suas pinturas foram coletadas após sua morte e formaram o núcleo de uma galeria de arte cristã, que substituiu as obras de Gustave Doré na conhecida galeria de New Bond Street. Long teve uma prática considerável como pintor de retratos, mas seu sucesso nessa linha não foi notável, embora tenha obtido alto patrocínio e preços muito altos. Ele pintou os retratos da Baronesa Burdett Coutts (sua principal patrona), sua amiga Sra. Brown e Henry Irving. Entre outros retratos de seus últimos anos, havia um retrato memorial do conde de Iddesleigh, do qual ele pintou uma réplica da National Portrait Gallery, retratos do cardeal Manning (talvez seu melhor esforço nessa linha), Samuel Cousins, Sir Edmund Henderson e outras. De acordo com o historiador de arte Lionel Cust, "em seus trabalhos anteriores, Long mostrou grande poder e mereceu completamente seu sucesso e popularidade", mas acrescentou que seus trabalhos posteriores "sofreram uma repetição contínua de tipos que resultaram em monotonia". 

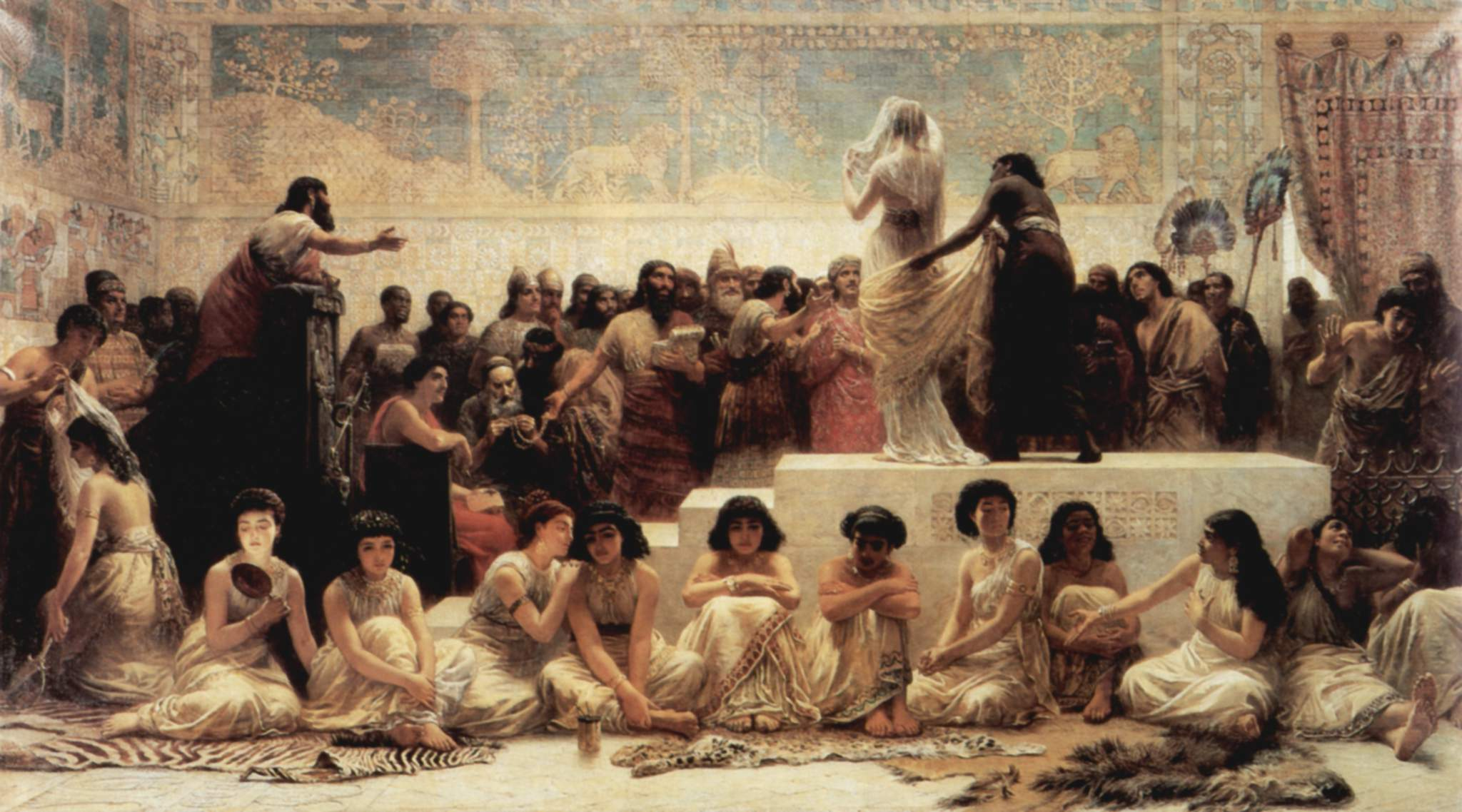
O mercado de casamento da Babilônia

## Pinturas
- Begging for the Monastery (1867)
- The Suppliants (1864)
- Uncle Tom and Little Eva (1866)
- A Spanish Flower Seller (1867)
- The Gamekeeper (1869)
- "Usted Gusta" (1870)
- A Question of Propriety (1870)
- A Street Scene in Spain (1871)
- The Approval (1873)
- The Moorish proselytes of Archbishop Ximines (1873)
- Primero Segundo y Basso Profondo (1873)
- The Babylonian Marriage Market (1875)
- A Dorcas Meeting in the 6th Century (1873–1877)
- An Egyptian Feast (1877)
- The Gods and their Makers (1878)
- Queen Esther (1878)
- Vashti Refuses the King's Summons (1879)
- The Eastern Favourite (1880)
- To Her Listening Ear Responsive Chords of Music Came Familiar (1881)
- Diana or Christ? (1881)
- Anno Domini (1883)
- Glauke: Pensive (1883)
- The Chosen Five (1885)
- Eastern Lily (1885)
- Jepthah's Vow: the Martyr (1885)
- Love's Labour Lost (1885)
- The Finding of Moses (1886)
- Alethe Attendant of the Sacred Ibis in the Temple of Isis (1888)
- Sacred to Pasht (1888)
- Preparing For The Festival Of Anubis (1889)
- Thisbe (1884)
- Little Eva and Uncle Tom (1886)